# John Insprucker
John L. Insprucker (né le 7 octobre 1956) est un ingénieur en aérospatiale américain et un colonel de l'Air Force à la retraite et travaillant actuellement chez SpaceX en tant qu'ingénieur principal en intégration. Il est honoré sur le mur d'honneur du Musée national de l'air et de l'espace.
En 1978, à l'âge de 22 ans, Insprucker rejoint le Programme du Corps de formation des officiers de réserve de l'U.S. Air Force à l'Université du Michigan. Il a consacré toute sa carrière aux opérations de lancement spatial, au développement de fusées spatiales et au développement et au déploiement d'engins spatiaux, faisant même un service de cinq ans entre 2000 et 2005 à Vandenberg Air Force Base Space Launch Complex-4, qui est actuellement loué à SpaceX.

## Carrière à la base aérienne de Vandenberg
John Insprucker a commencé à servir à Vandenberg en 1980 en tant que technicien de plate-forme, de charge utile et de fusée. Au cours de ses cinq premières années, il a contribué au succès de 17 lancements Titan NIB et IIID/34D et de 9 étages supérieurs Agena. Il est ensuite allé rejoindre le secrétaire du bureau des projets spéciaux de l'armée de l'air en tant que chef de la division de contrôle de l'attitude des engins spatiaux. Pendant ce temps, il a participé au développement du logiciel utilisé pour les satellites de reconnaissance pour le National Reconnaissance Office (NRO), où il a été félicité pour avoir sauvé un satellite endommagé d'une défaillance du système de contrôle d'attitude (ACS). Tout en travaillant avec le NRO, Insprucker a dirigé un département de 60 personnes pour fabriquer un système spatial NRO de 2,5 milliards de dollars. Il a également été chef de programme pour un satellite de suivi de 700 millions de dollars. Entre 2000 et 2005, il a été stationné à la base aérienne de Vandenberg où il a lancé avec succès 11 fusées Titan II et Titan IVB. d'abord en tant que directeur de programme adjoint de 2000 à 2002, puis en tant que commandant du programme Titan de 2003 à 2004. Le 13 août 2003, un Titan IVB au Complexe de lancement 40 a subi une fuite de peroxyde d'azote causée par une pompe à carburant défectueuse. Insprucker a annoncé le 3 octobre 2003, que la fuite était le résultat d'un dysfonctionnement de la pompe à propergol et non d'un problème lié à l'équipe de propulsion de Lockheed Martin.
Du 13 décembre 2003 au 30 novembre 2005, il a dirigé l'exploitation des fusées Delta IV et Atlas V. Pendant ce temps, il était le directeur du vol inaugural du Delta IV Heavy, qui à l'époque était la fusée la plus puissante en service.

## Travail chez SpaceX
Le 27 novembre 2006, John Insprucker a converti son contrat à temps partiel chez SpaceX en un contrat à temps plein où Elon Musk lui a confié la supervision du développement du Falcon 9. Musk a déclaré que John Insprucker ne serait pas impliqué dans le lobbying de l'US Air Force pour acheter des vols sur des fusées SpaceX. John occupe actuellement le poste d'ingénieur principal en intégration chez SpaceX. Insprucker anime occasionnellement des webcasts SpaceX. John Insprucker anime principalement des webcasts de lancements historiques de SpaceX tels que COTS-2 (premier vaisseau spatial privé à s'amarrer à l'ISS), la première réutilisation d'une fusée (SES-10), le premier vol du Falcon Heavy, le Test d'éjection en vol du Crew Dragon, et Demo-2 (premier lancement SpaceX avec équipage), ainsi que des vols d'essai de Starship.
Selon les fans de SpaceX, John Insprucker est considéré par l'opinion populaire comme le meilleur commentateur de webdiffusion de SpaceX, recevant une haute appréciation de la part des journalistes des vols spatiaux et d'Elon Musk. Les fans le considèrent comme un animateur formidable parce qu'il « est un professionnel absolu qui sait ce qu'il fait ». « Il fournit des informations de manière très régulière et complète tout en faisant beaucoup moins d'erreurs que les autres commentateurs ».
Le 5 juillet 2017, lors de la webdiffusion pour le lancement d'un satellite GTO, Intelsat 35e, John a accidentellement prononcé le mot « normimal » (néologisme associant « normal » à « nominal ») au lieu de « nominal ». Ce mot est maintenant dans le lexique de la plupart des passionnés de lancement.
Le 2 février 2021, il a surpris les fans de SpaceX lors du test en vol à haute altitude du vaisseau SN9 : les tests et le streaming ont pris moins de 15 minutes, mais personne ne s'attendait à un commentaire, basé sur le test précédent du SN8, qui n'a pas été commenté. Mais peu de temps après le début du streaming, il a pris le relais avec sa voix caractéristique pour expliquer et commenter le test. Même dans ce cas, il a montré son grand professionnalisme, bien qu'il ne s'agisse pas d'un lancement de routine mais d'un test expérimental. Enfin, il a involontairement fait un commentaire ironique sur le « RUD » (« Rapid Unscheduled Disassembly » pour « Démontage imprévu rapide », euphémisme traduisant l'explosion) en déclarant : « Nous devons juste travailler un peu sur cet atterrissage... ».
Insprucker a ensuite commenté les essais en vol de SN10 et SN11 en mars, et SN15 en mai 2021. Il a également commenté la mission GPS III Space Vehicle 05 en juin 2021 et Inspiration4 en septembre 2021.